# 李紫贵
李紫贵（1915年—1999年），原名李顺来，男，上海人，曾用名李群，中国戏曲导演、教育家，中国戏剧家协会理事，中国戏曲学院原副院长、教授。